# Afrotyphlops bibronii
Afrotyphlops bibronii — вид змій родини сліпунів (Typhlopidae). Мешкає в Південній Африці. Вид названий на честь французького герпетолога Габріеля Біброна.

## Поширення і екологія
Afrotyphlops bibronii мешкають на півночі і сході Південно-Африканської Республіки, в Есватіні та на крайньому південному сході Ботсвани, спостерігалися в Лесото, на сході Зімбабве та на заході Мозамбіку. Вони живуть на прибережних луках і луках Хайвельду, серед пухкого ґрунту. Зустрічаються на висоті до 2000 м над рівнем моря. Ведуть риючий спосіб життя. спостерігаються поряд з термітниками. Живляться личинками і яйцями мурах і термітів. Відкладають яйця, в кладці від 5 до 14 яєць, інкубаційний період триває 5-6 днів.